# 雷阿爾城主教座堂 (葡萄牙)

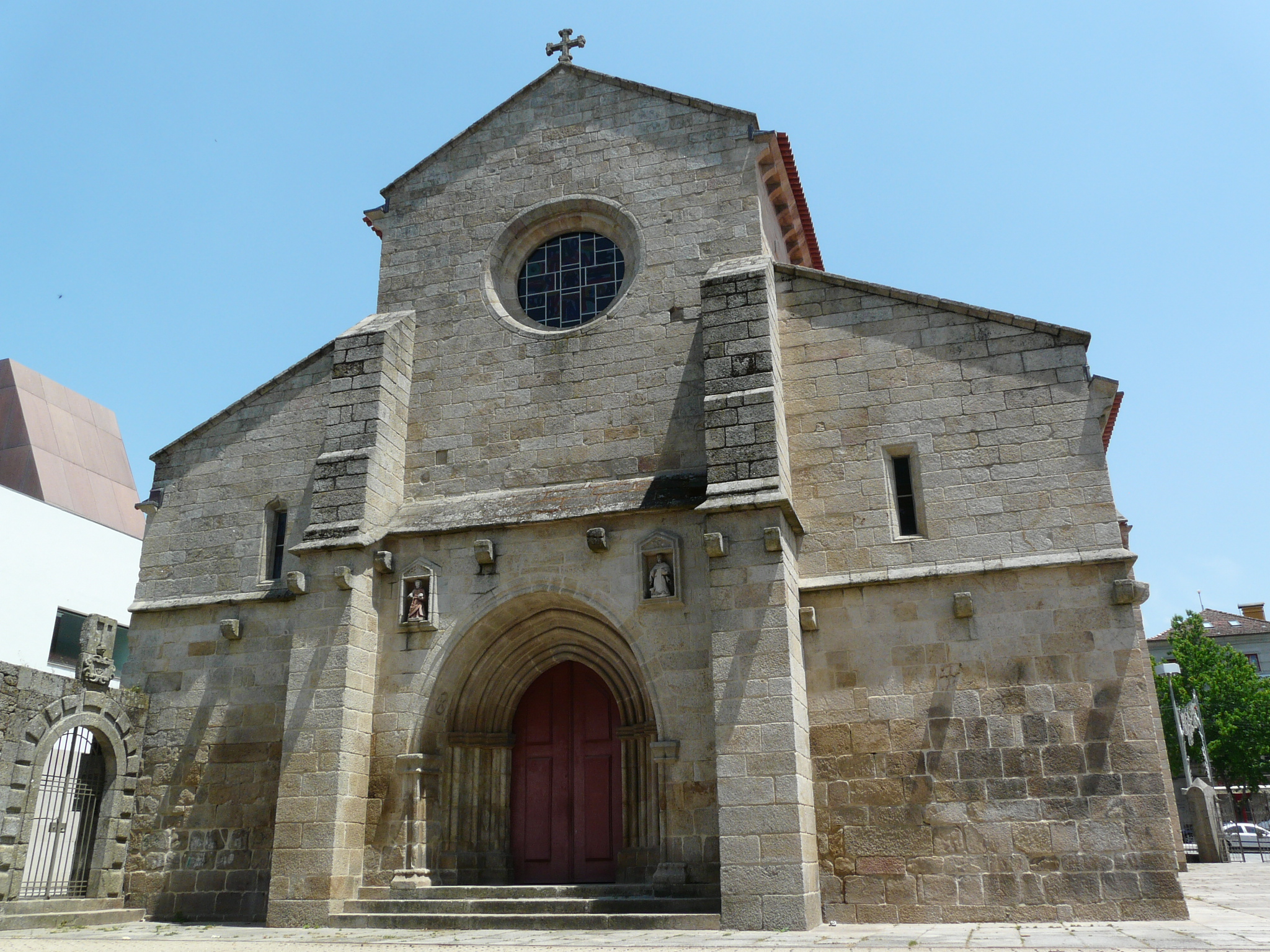

雷阿爾城主教座堂（葡萄牙語：Sé de Vila Real）是葡萄牙城市雷阿爾城的一座羅馬天主教的教堂。這座教堂也是天主教雷亞爾城教區的主教座堂。

## 历史&荣誉
雷阿爾城主教座堂始建於1424年，建築外觀屬於哥特式風格。自1926年開始，這座教堂被列入國家紀念建築。